# Lena Nyadbi
Lena Nyadbi, née vers 1936 à Walmanjikulum et morte le 7 juillet 2024, est une artiste aborigène d'Australie de la communauté Warmun (en) dans la région de Kimberley en Australie-Occidentale.
Parmi ses œuvres figure Dayiwul Lirlmim, dont des détails ont été peints sur le toit du musée du quai Branly à Paris. L'installation qui en résulte ne peut être vue que du ciel, ou de la Tour Eiffel.

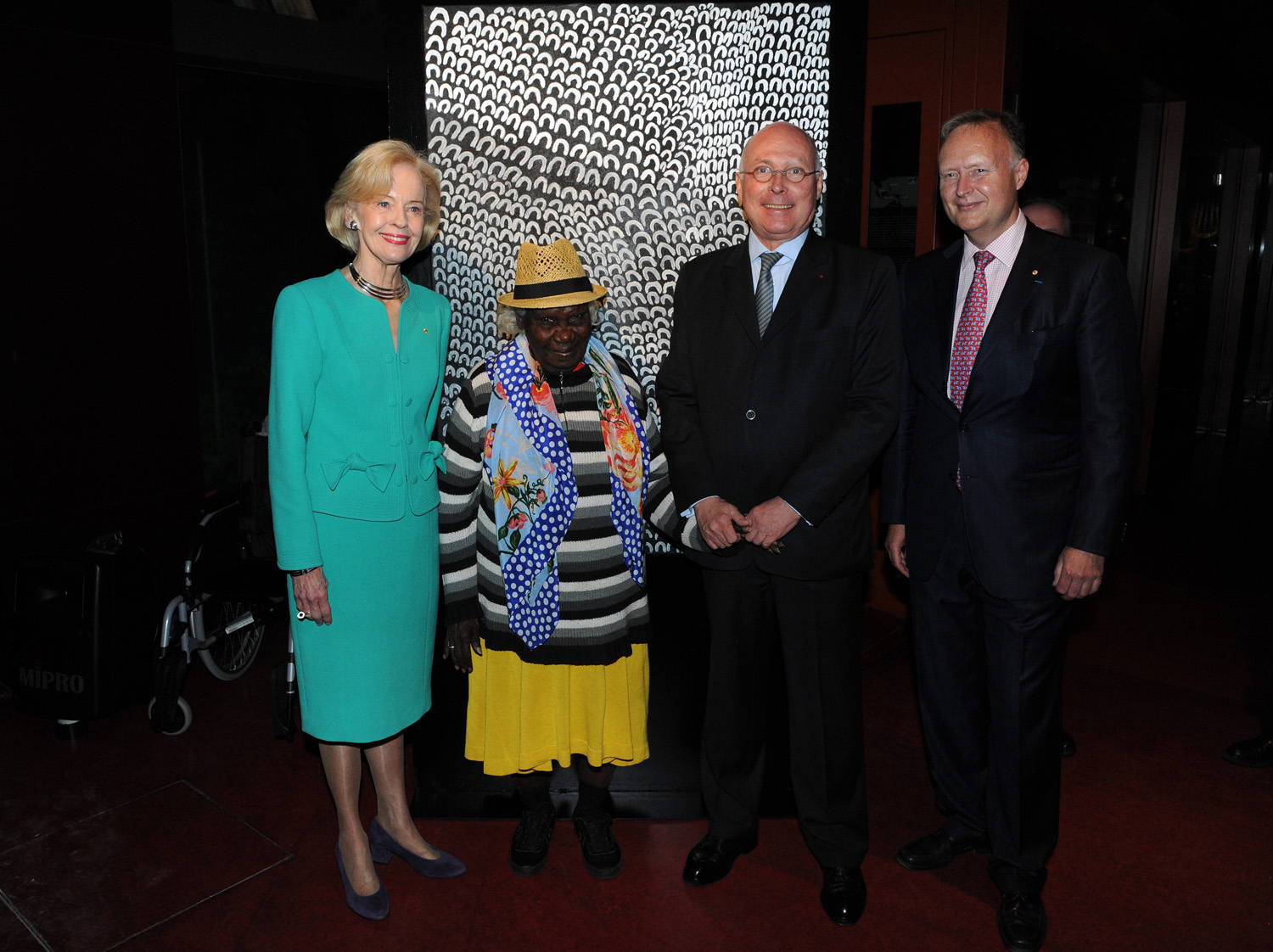
De gauche à droite : La gouverneure générale australienne Quentin Bryce, Lena Nyadbi, le directeur du musée du quai Branly Stéphane Martin et le président du Conseil australien pour les arts Rupert Myer au musée du quai Branly à Paris pour la cérémonie de remise de Dayiwul Lirlmim (à l'arrière-plan) en juin 2013.

## Biographie
Lena Nyadbi, du peuple Gija (en), est née vers 1936 à Warnmarnjulugun lagoon près de Greenvale Station dans la région du Kimberley oriental en Australie occidentale,. Son père et sa mère sont morts alors qu'elle était encore jeune. Elle a été élevée par sa sœur aînée, Goody Barrett, à Lissadell Station,.
Dès son plus jeune âge, Nyadbie travaille sous contrat dans les fermes d'élevage de la région. Elle apprend à traire les vaches, à rassembler le bétail et à monter des chevaux. Nyadbi se souvient que la maîtresse de la station la traînait jusqu'aux cuisines et lui apprenait de force à porter des tasses de thé sans en renverser. En 1968, lorsque la Commission de conciliation et d'arbitrage décide que les travailleurs autochtones des stations d'élevage seraient payés de la même manière que leurs homologues non autochtones, Nyadbi et de nombreux Gija sont contraints de s'installer dans la communauté Warmun (en). Dans les années 1970, le Warmun Art Movement est créé et c'est à cette époque que Nyadbi vit avec des artistes tels que Hector Jandany (en), Queenie McKenzie (en), Rover Thomas (en), Jack Britten (en), Paddy Jaminji (en) et George Mung Mung (en).

## Carrière artistique
En 1998, année d'ouverture du Warmun Art Centre, Nyadbi commence à peindre à plein temps. Elle a déjà passé plusieurs années à regarder et à apprendre des autres artistes à Warnum. Son maître, Paddy Jaminji, lui a appris à broyer, suivant les techniques en usage, l'ocre et le charbon de bois, à se servir de ses mains pour appliquer le charbon de bois sur une toile.
Nyadbi n'est pas la seule artiste à utiliser l'ocre, qui est un matériau fondamental de l'art aborigène australien depuis des milliers d'années pour peindre les histoires du temps du rêve. En raison du profil de couleur naturellement limité de l'ocre, on observe des schémas de couleurs similaires dans l'ensemble de ses œuvres ; historiquement, cela a permis aux artistes aborigènes de se concentrer sur la relation entre les couleurs et la manière dont elles s'influencent mutuellement. Nyadbi crée sa propre peinture et son style est connu pour son « esthétique riche et dépouillée », ainsi que pour sa « préférence pour les couleurs fortement contrastées » et les « strophes répétées de symboles » qui vont de pair avec les récits de ses ancêtres,.
Nyadbi peignait généralement deux histoires de rêve (ngarranggarni en langue gija) : le Jimbirlam Ngarranggarni (rêve du fer de lance) et le Dayiwul Lirlmim Ngarranggarni (rêve de l'écaille de barramundi). Ses pièces Jimbirlam Ngarranggarni racontent l'histoire du pays de son père, au nord et à l'est de la communauté Warmun, du côté de Doon Doon de la Great Northern Highway (en), tandis que ses pièces Dayiwul Lirlmim Ngarranggarni racontent l'histoire du pays de sa mère, le Dayiwul Country, où se trouve la mine de diamants d'Argyle. Les traits verticaux des peintures de Nyadbi illustrent le rêve du fer de lance, tandis que les « formes semi-circulaires » illustrent le rêve du barramundi.
Ses œuvres comprennent Dayiwul Lirlmim, dont les détails ont été peints sur le toit de la médiathèque du musée du quai Branly à Paris,.
C'est « l'une des représentantes majeures de l'art aborigène contemporain de l'Est du Kimberley ».

## Installation sur le toit du Quai Branly

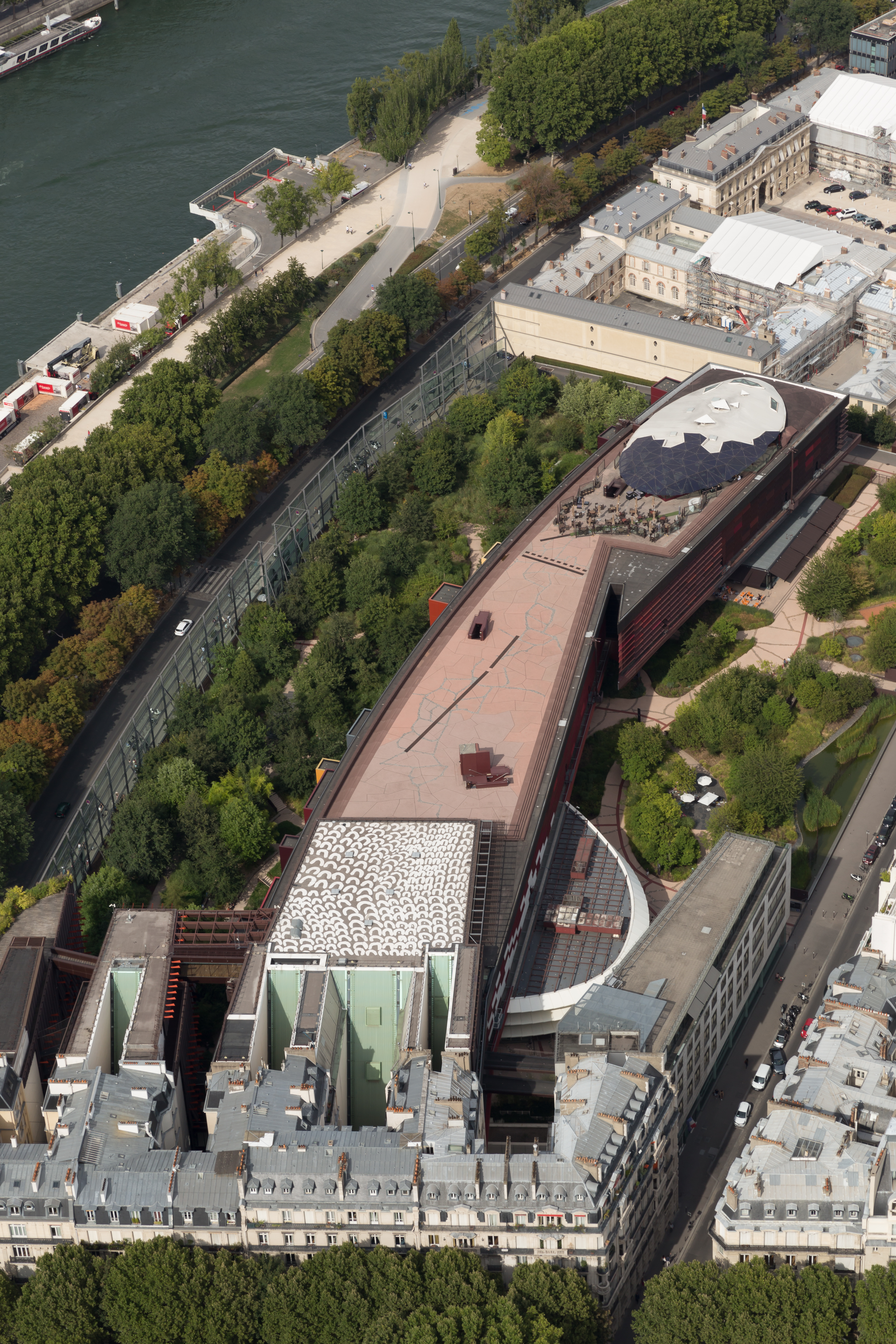
Le toit du musée du quai Branly vu depuis la tour Eiffel.

En 2002, le directeur du musée du Quai Branly, Stéphane Martin, et l'architecte du musée, Jean Nouvel, sollicitent l'aide du président français de l'époque, Jacques Chirac, pour que le gouvernement australien et le Conseil australien pour les arts trouvent des artistes australiens aborigènes pour un projet qui verrait leurs œuvres exposées dans le musée, qui n'avait pas encore ouvert ses portes, d'une manière rappelant leurs méthodes traditionnelles, sur les murs, les fenêtres et les plafonds. Huit artistes aborigènes, au total, sont choisis pour exposer leurs œuvres dans le cadre du projet, dont Nyadbi.
L'œuvre Jimbirlam and Kumerra, également appelée  Jimbirla and Gemerre, c'est-à-dire Fer de lance et Scarifications, était à l'origine une œuvre en noir et blanc, mais le musée a décidé de la convertir en une œuvre en gris sur gris, afin qu'elle s'intègre à l'esthétique des bâtiments haussmanniens situés en face du musée. Les premiers essais des gabarits qui allaient être placés sur le mur extérieur du musée ont été rejetés par Nyadbi parce qu'ils manquaient de contraste et qu'elle pensait que cela faisait ressembler son œuvre à des saucisses. Sa réticence initiale à approuver les modèles a failli lui valoir d'être éjectée du projet. Le rendu de l'œuvre qui en résulte se trouve maintenant sur un mur extérieur du musée et est visible depuis la rue de l'Université,,,,.

### Hideout
La peinture Hideout de Nyadbi, réalisée en 2002, dépeint l'histoire de sa famille, obligée de se réfugier dans une grotte pour échapper à des « éleveurs meurtriers » qui les poursuivaient ; c'est une histoire qu'elle a entendue en grandissant. Finalement, sa famille est sortie de la grotte par une autre ouverture et s'est rendue sur une crête où elle a vu les « gadiya » (les Blancs) tirer sur la zone située devant la grotte à leur recherche. La partie inférieure de Hideout représente la grotte où sa famille s'est cachée, ainsi qu'un site voisin appartenant à une chauve-souris ancestrale et un lieu de rassemblement où les Gija moulaient des graines et préparaient la nourriture. Hideout est en grande partie un contraste de noir et d'ocre blanc, mais il est compensé par une strophe de fers de lance rouges dans la moitié supérieure de la peinture. La combinaison de symboles et de lieux différents de Nyadbi réunit le passé, le présent et les temps ancestraux (Ngarrangkarni).

### Dayiwul Lirlmim

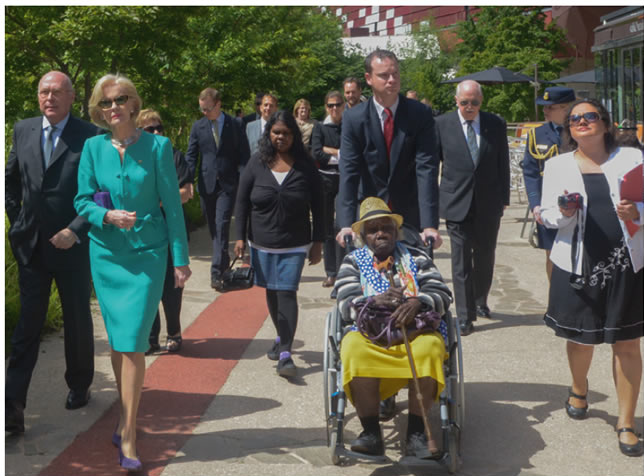
Nyadbi à Paris pour l'inauguration de l'installation de Dayiwul Lirlmim sur le toit du Musée du quai Branly (juin 2013).

Lors d'une réunion avec Harold Mitchell (en) en 2011, Stéphane Martin présente un projet visant à transformer une partie du toit du musée en une exposition d'art aborigène, dans la continuité des précédentes œuvres d'artistes indigènes intégrées à la structure du musée. Mitchell, qui a vu l'opportunité d'accroître l'exposition de l'art aborigène, étant donné que le toit peut être vu depuis la Tour Eiffel, accepte d'apporter son aide. Après des démarches auprès de l'Australia Council for the Arts, un comité, dont faisait partie Hetti Perkins (en), conservateur de l'art aborigène à l'Art Gallery of New South Wales, recommande que l'œuvre de Nyadbi soit choisie pour orner le toit du musée. Kathy Keele, directrice générale de l'Australia Council for the Arts, déclare que le comité a choisi Nyadbi parce que ses œuvres faisaient écho au musée, le bâtiment ayant la forme d'un poisson et se trouvant sur les rives de la Seine.
La commande de 500 000 dollars australiens, qui devait être prise en charge par le Conseil et la fondation philanthropique de Mitchell, devait permettre à Nyadbi de présenter une œuvre intitulée Dayiwul Lirlmim (Écaille de Barramundi). L'œuvre raconte l'histoire rêvée de trois femmes qui enferment un barramundi dans un piège, mais celui-ci s'échappe. Les trois femmes poursuivent le poisson à travers la campagne, et celui-ci saute de l'autre côté d'un ruisseau et atterrit sur des rochers. Les écailles du poisson sont alors dispersées dans le paysage sur le site actuel de la mine de diamants d'Argyle - les écailles représentant les diamants qui sont extraits sur les terres traditionnelles de Nyadbi,. La peinture, réalisée avec de l'ocre et du charbon de bois provenant des terres traditionnelles de Nyadbi, a été acquise par Harold Mitchell et prêtée au musée pour une exposition à long terme.
Pour préparer la transposition de l'œuvre d'art de la toile sur le toit, la peinture originale a été numérisée. 172 pochoirs de 3 mètres sur 1,5 mètre ont été créés, à placer sur le toit du musée. La toile noire a ensuite été peinte avec du caoutchouc blanc, comme celui utilisé sur les panneaux de signalisation de la capitale française. La numérisation de la peinture permet également de la reproduire facilement lorsqu'il sera nécessaire de remplacer le goudron de la toiture tous les quinze ans.
Le 2 juin 2013, la gouverneure générale australienne Quentin Bryce a remis Dayiwul Lirlmim lors d'une cérémonie au musée du quai Branly. À propos de l'inauguration imminente de l'installation sur le toit, Bryce a déclaré : « J'ai hâte que des millions de visiteurs de cette belle ville aperçoivent une merveille épique et impressionnante du Kimberley sur les rives de la Seine ». L'installation est inaugurée le 6 juin 2013, et Nyadbi et d'autres dignitaires montent sur la Tour Eiffel pour admirer l'œuvre. En voyant son œuvre sur le toit, Nyadbi a versé des larmes, expliquant qu'en plus de ressentir un grand sentiment d'excitation et de fierté, elle se sentait désolée pour ses terres traditionnelles et que si la mine de diamants avait détruit le paysage de son pays, le rêve en était toujours vivant, :

« J'ai eu de la peine pour mon pays, pauvre bougre. Ce poisson est très loin de son pays. Il est au bord d'une autre rivière, mais il est loin de son pays. »

Lee-Ann Buckskin, présidente du Aboriginal and Torres Strait Islander Arts Board, a partagé les larmes de Nyadbi et a déclaré que l'installation Dayiwul Lirlmim attirerait l'attention des personnes qui la verraient sur l'une des plus anciennes cultures du monde.
Mitchell a déclaré que l'installation de l'œuvre d'art sur le toit du musée permettrait à l'Australie de montrer ses premiers peuples au monde et a ajouté « nous devons saisir ces opportunités lorsque nous le pouvons pour dire au monde qui nous sommes et ce que nous sommes ». Le ministre fédéral des arts de l'époque, Tony Burke, a déclaré que l'installation signifiait l'importance accordée à la culture de l'Australie indigène et l'a également présentée comme un exemple d'utilisation de l'art comme une forme de diplomatie douce.